# جیمز ویلرز
جیمز ویلرز (به انگلیسی: James Villiers) (زاده ۲۹ سپتامبر ۱۹۳۳-درگذشته ۱۸ ژانویه ۱۹۹۸) بازیگر انگلیسی است.
از فیلم‌های معروف او می‌توان به بازی در فیلم فقط بخاطر چشمان تو، اسکارلت پیمپرنل، آقای بلاندن شگفت‌انگیز و کشف‌نشده اشاره کرد.